# Danziger-Haupt
Danziger-Haupt, en skans vid Weichsel, nära Danzig. Gustav II Adolf, som 1626 intagit densamma, angrep därifrån den 25 maj 1627, med 1 200 man under greven av Thurn och Johan Baner, de på andra sidan Weichsel belägna fientliga förskansningarna på Danziger-werder. Företaget blev för tidigt upptäckt av fienden, svenskarna måste återvända med förlust, och konungen själv träffades av en kula i underlivet. Vid ett nytt anfall, den 4 juli intogs Danziger-werder.